# Élections européennes de 1979
Les élections européennes de 1979 ont eu lieu entre le jeudi 7 et le dimanche 10 juin 1979 afin d'élire les 410 députés européens représentant les neuf États membres.
Il s'agit des premières élections européennes au suffrage universel direct pour le Parlement européen. Les membres étaient auparavant désignés par les parlements nationaux.

## Contexte
Le traité de Rome de 1957 qui a institué la Communauté économique européenne prévoyait dès l'origine l'élection des membres du Parlement européen au suffrage universel en utilisant un système d'élection commun, la désignation des députés européens par les parlements nationaux n'étant qu'une mesure temporaire. Le Conseil était responsable de la mise en œuvre de cette disposition, mais n'a pas agi. Le Parlement européen a fini par menacer le Conseil de porter plainte devant la Cour de justice des communautés européennes. Le Conseil décida alors de procéder aux premières élections au suffrage universel en 1979. La question du système commun d'élection n'a en revanche pas été tranchée.
En 1974, un « sommet européen » conduit à mettre en œuvre des réunions périodiques « Conseil européen » au moins trois fois par an. Lors de l'une de ces réunions à Paris, l'idée est convenue de faire élire la parlement européen au suffrage universel ; cette idée a ensuite été décidée en 1975 et décidée en 1976. La date des élections est choisie en 1978.

## Modes de scrutin
Pour ces premières élections européennes, chaque pays choisit son mode de scrutin :
- scrutin uninominal à un tour au Royaume-Uni ;
- scrutin proportionnel par circonscription en Belgique, en Irlande et en Italie ;
- scrutin proportionnel national au Danemark, au Luxembourg, aux Pays-Bas et en France ;
- scrutin hybride proportionnel national/régional en Allemagne.

## Signifiance
D'après la CIA, le rôle du Parlement dans ces premières élections reste limité et inférieur à ce qu'il prétend être. De plus, ces élections sont fragmentées par une logique politique nationale en l'absence de parti politique européen et de gouvernement européen

## Répartition des sièges par pays
- Allemagne de l'Ouest : 81 ;
- Belgique : 24 ;
- Danemark : 16 ;
- France : 81 ;
- Irlande : 15 ;
- Italie : 81 ;
- Luxembourg : 6 ;
- Pays-Bas : 25 ;
- Royaume-Uni : 81.

Le 1er janvier 1981, la Grèce rejoint la CEE. Des élections européennes partielles y sont organisées :
- Grèce : 24 sièges.

## Résultats
| Groupe | Groupe | Mené par                                      | Sièges |
| ------ | ------ | --------------------------------------------- | ------ |
|        | SOC    | Ernest Glinne                                 | 113    |
|        | PPE    | Egon Klepsch                                  | 107    |
|        | DE     | James Scott-Hopkins                           | 64     |
|        | COM    | Giorgio Amendola                              | 44     |
|        | DL     | Martin Bangemann                              | 40     |
|        | DEP    | Christian de La Malène                        | 22     |
|        | CDI    | Marco Pannella, Neil Blaney, Jens-Peter Bonde | 11     |
|        | NI     |                                               | 9      |
| Total  | Total  | Total                                         | 410    |

| GroupePays                     | SOC | PPE | DE | COM | DL | DEP | CDI | NI | Députés | Participation |
| ------------------------------ | --- | --- | -- | --- | -- | --- | --- | -- | ------- | ------------- |
| Allemagne de l'Ouest (détails) | 34  | 42  |    |     | 4  |     |     |    | 81      | 65,7 %        |
| Belgique (détails)             | 7   | 10  |    |     | 4  |     | 1   | 2  | 24      | 91,4 %        |
| Danemark (détails)             | 4   |     | 3  | 1   | 3  | 1   | 4   |    | 16      | 47,8 %        |
| France (détails)               | 22  | 8   |    | 19  | 17 | 15  |     |    | 81      | 60,7 %        |
| Irlande (détails)              | 4   | 4   |    |     | 1  | 5   | 1   |    | 15      | 63,6 %        |
| Italie (détails)               | 13  | 30  |    | 24  | 5  |     | 5   | 4  | 81      | 85,6 %        |
| Luxembourg (détails)           | 1   | 3   |    |     | 2  |     |     |    | 6       | 88,9 %        |
| Pays-Bas (détails)             | 9   | 10  |    |     | 4  |     |     | 2  | 25      | 58,1 %        |
| Royaume-Uni (détails)          | 18  |     | 61 |     |    | 1   |     | 1  | 81      | 32,4 %        |
| Total                          | 113 | 107 | 64 | 44  | 40 | 22  | 11  | 9  | 410     | 62 %          |

Groupes parlementaires par pays

### Parité
| Pays        | %  |
| ----------- | -- |
| Danemark    | 31 |
| France      | 22 |
| Pays-Bas    | 20 |
| Luxembourg  | 17 |
| Allemagne   | 15 |
| Italie      | 14 |
| Royaume-Uni | 14 |
| Irlande     | 13 |
| Belgique    | 8  |

### Après les élections partielles de 1981
| Parti        | Sièges |
| ------------ | ------ |
| COM          | 48     |
| PSE          | 125    |
| DL           | 38     |
| PPE          | 115    |
| DE           | 64     |
| DEP          | 22     |
| CDI          | 11     |
| Non inscrits | 11     |

Belgique
1. ↑  « Le parlement européen, contexte historique », sur europarl.europa.eu (consulté le 11 juillet 2022)
2. ↑  Annales des mines
Conseil général des mines, Mines ParisTech, page 12, 1 février 1989
3. ↑  (en) Significance of European Elections (mémorandum), CIA, 19 octobre 1978, 11 pages ( [PDF]).
4. ↑  « Résultats des élections européennes 2014 - Résultats par pays - Parlement européen », sur europarl.europa.eu (consulté le 16 avril 2016)